# Ischnoscia pandorella
Ischnoscia pandorella is een vlinder uit de familie echte motten (Tineidae). De wetenschappelijke naam is voor het eerst geldig gepubliceerd in 1880 door Millière.
De soort komt voor in Europa.